# Tendzsi japán császár
Tendzsi császár (天智天皇 Tendzsi-tennō, 626 – 672 január 7), más néven Tencsi császár a 38. császára volt Japánnak a japán öröklési hagyomány útján. Tendzsi 661 és 672 között uralkodott.
Tendzsi Jomei császár fia volt, de az uralkodási jogot anyja, Szaimei császárnő után kapta. Tendzsit uralkodása előtt Naka-no-Oe hercegnek (中大兄皇子 Naka-no-Ōe no Ōdzsi) hívták.

## Élete

### Események az életében
Mint herceg, Naka no Oe döntő szerepet játszott, hogy véget vessen a Szóga klán irányításának a császári család felett. 644-ben látta, hogy a Szóga klán tovább erősödött és összeesküdtek Nakatomi no Kamatarival és Szóga no Kuravamada és Ishikawa no Maroval, hogy orvul meggyilkolják Szóga no Irukat amiből a ma ismert Issi incidens lett. Habár az orgyilkosság nem úgy ment, mint ahogy azt megtervezték, Iruka-t meggyilkolták, és az apja és az elődje, Szóga no Emishi nem sokkal az orgyilkosság után öngyilkosságot követtek el. Követve az Issi incidenst, Iruka hívei harc nélkül szétszóródtak és Naka no Oe-t nevezték meg örökösének. Naka no Oe el is vette feleségül szövetségesének a lányát, Szóga no Kurayamadat és így biztosította, hogy a Szóga klán hatalmának jelentős része az ő oldalán álljon. Nakatomi no Kamatari új családnevet kapott – Fudzsivara – a császári családnak nyújtott nagyszerű szolgálat elismeréseként, ezzel első lett az arisztokraták hosszú sorában.

### Oktatás
A jövőbeni császár tanulmányozta a politikai doktrínát és kínai gondolkodást Minabucsi no Soan alatt, aki egy buddhista szerzetes volt, akit Kínába küldtek, és aki 640-ben tért vissza Japánba.

### Események az uralkodása alatt
Naka no Oe 661-től 672-ig uralkodott Tendzsi császár néven. Bár császárrá vált, ennek ellenére hivatalosan nem volt trónon 668-ig. Tendzsi reformok sorozatát hajtotta végre: kínai mintára megerősítette a központi hatalmat, és visszaadta azokat a császárnak. Császárként lépéseket tett arra, hogy felkészüljenek a Kína és Silla erők által Japánba történő esetleges behatolásra. Kínába küldötteket is küldött, hogy a két ország közötti diplomáciai kapcsolatokat helyreállítsa.
•	661: Szaimei uralkodásának harmadik évében (斉明天皇三年) a császárnő kijelölte a fiát az örökösének; modern tudósok ezt úgy értelmezték, hogy a fia csak azután örököl (szenso), miután a császárnő meghal vagy lemond. Nem sokkal Szaimei halála után Tendzsi császár mondhatni csatlakozott a trónhoz (szokui).
•	662: Azt mondják, hogy Tendzsi császár állította össze az első japán jogi törvénykönyvet. A 22 kötetből álló Ómi Kód csak Tendzsi uralkodásának utolsó évében lett kihirdetve. Ez a jogi kodifikáció már nem létezik, de azt állították, hogy az Ómi Kódot tovább finomították az Aszuka Kiyomihara ricürijóban 689-ben; és ez volt a 701-es Taihó ricürijó előfutára.
•	668: Egy jegyzék a Nihonsokiban említi először a petrokémiai olajat Japánban. Tendzsi uralkodásának hetedik évében (天智七年) bemutatták a gyúlékony vizet (valószínűleg petróleum) mint egy ajánlatot Ecsigo tartományból (most egy része Niigata prefektúrának). Ez a bemutató egybeesett a császár beiktatási ceremóniájával. Elhalasztotta a formalitásokat az anyja mauzóleumának építése alatt; mikor befejezték a mauzóleumot már nem tudta tovább halasztani. Addig is, habár uralkodó volt, megtartotta a Koronás Herceg címet.
Tendzsi különösen aktívan részt vett a katonai intézmények fejlesztésében, amiket a Taika reformok alatt alapítottak.

## A Taika-reformok háttere
Naka no Oe herceg (később Tendzsi császár) és Nakatomi no Kamatari (A Fudzsivara-klán ősapja) 645-ben az Issi-incidens alkalmával megtörték a Szóga család uralkodását. Az elkövetkezendőkben az erősödő Taika-reformok (645/646-tól) nem csak a kínai praxist (Tang), a tisztségviselői rangokat és állami címeket módosították és vezették be, hanem az adóbehajtást és a birtokra, privilégiumra és az alattvalók kötelezettségére vonatkozó részletes szabályzatokat is hatályba léptették. A pénzügy a mérték, súly és tartalom szabványozását is megkövetelte. Már 652-től szabályozták az ország minden udvarának (a felnőttek és a katonai szolgálatra alkalmas emberek) kiadásait és adóztatását a magántulajdon eltörlése által, a Handen sudzso no ho segítségével (az egész ország a császárhoz tartozott, ő kölcsönadta ezeket a földbirtokokat a népnek; 743-tól a parasztok is építkezhettek, amelyet határozatlan időre saját tulajdonukként kezelhettek). A megcélzott reformokat, amelyeknek a központosítás volt a célja, Pekcsei (Korea, 663) elhelyezéssel gyorsították fel. Tendzsi uralkodási idejére esett az első leírt törvénykönyv előkészülete is, amelyet csak Tendzsi halála után hoztak nyilvánosságra (682-es és 989-es Ömi- és Kijomigahara-törvények). A létrejött bürokratikus kormányzati és közigazgatási rendszer (Ricürjó) hivatalosan az Edo-időszak végéig tartott, gyakorlatilag pedig a Heian-időszak végégig. Rendszerint ezt az 1184-ig tartó időszakot a császár általi „közvetlen” uralomnak nevezik.

## A császár halála
Yamasinában temették el a mai Kiotó városától keletre. Halálát követően 672-ben a 14 gyermeke között (sok különböző anyától) vita kezdődött az örökösödés kapcsán. Végül fia, Ótomo herceg követte a trónon (más néven Kóbun császár), azután pedig Tendzsi testvére, Oama herceg (más néven Tenmu császár). Majdnem 100 évvel Tendzsi halála utána a trónt unokájára, Kónin császárra hagyták.

## Utólagos-Meidzsi kronológia
Tendzsi uralkodásának tizedik évében és annak 11. hónapjában (671) Tendzsi császár kijelölte fiát az örökösének. Modern tudósok ezt úgy értelmezték, hogy a fiú csak azután örököl (szenso) miután apja meghal. Nem sokkal azután Kóbun császár mondhatni csatlakozott a trónhoz (szokui).

## Elő-Meidzsi kronológia
A 19. század előtt Ótomo-t úgy értették, mintha csak egy közreműködő lenne, színlelő, egy anomália; és ezért, ha az általánosan elfogadott megegyezés érvényes lett volna, akkor ezt követné:
Tendzsi uralkodásának tizedik évében és annak 11. hónapjában (671): Tendzsi császár uralkodásának tizedik évében elhunyt; minden katonai konfrontáció ellenére, ami ezután következett, a halott szuverén testvére vette volna át helyét az öröklésben (szenso); és egy kis idő múlva ez úgy lett volna értelmezve, hogy Tenmu császár törvényesen csatlakozott a trónhoz (szokui).
Az aktuális helye Tendzsi sírjának ismert. Tendzsi császárról hagyományosan és tisztelettel emlékeznek meg a Sintó síremléknél (miszaszagi) a Yamasinakunál Kiotóban. Az Imperial Household Agency (Császári Udvartartási Ügynökség) ezt a helyet Tendzsi mauzóleumának helyeként jelölte meg. Formálisan Yamasina no miszaszagi-nak hívják.

## Költészet
A Manjósú császároknak és császárnéknak tulajdonított verseket tartalmaz; és Donald Keene szerint a fejlődő Manjósú tanulmányok kihatással voltak olyan egyszerű narratívák értelmezésre is, mint a „The Three Hills” („A három domb”). A verset sokáig úgy értelmezték, hogy két férfi domb civakodik egy nő dombért, de a tudósok mostanra úgy értelmezik, hogy a Kagu és Miminasi dombok nők, akik beleszerettek ugyanabba a férfi dombba, Unebibe. A még mindig meg nem oldott talány a költői formájában az az, hogy állítólag Tendzsi császár állította össze, mikor ő még mindig Korona Herceg volt Szaimei császárné uralkodása alatt.
A vers:
Kagu hegy küzdött Miminasi heggyel
Unebi hegy szerelméért.
Ilyen szerelem az istenek kora óta;
Ahogy az volt a korai napokban,
És az emberek küzdenek a házastársaikért még ma is.

Az egyik versét Fudzsivara no Teika választotta, mint az első a népszerű Hjakunin Issu antológiában:

A lábtörlő durvasága miatt,
Az ideiglenes kunyhóban
Ahol az ősszel betakarított rizs,
Csak annyira, mint az ingem ujja is,
Nedvesek lesznek a harmattól (vagy könnyektől).

Halála után felesége, Jamato császárné írt egy dalt férje után vágyakozva.

## Kugyo
A legfelsőbb bírósági tisztviselő (公卿 Kugyō) Tendzsi császár uralkodásának idejében:
•	Daidzsó-daidzsin: Otomo no Ódzsi (大友皇子), 671–672.
•	Naishin(内臣): Fudzsivara no Kamatari (藤原鎌足) (614–669), 645–669.[15]
Ótomo herceg (Ōtomo-shinnō) volt a kedvenc fia Tendzsi császárnak; és ő volt az első, aki viselte a Daidzsó-daidzsin címet.

## Nem-nengó időszak
Tendzsi uralkodását a tudósok nem kapcsolják egyik korszakhoz vagy nengó-hoz sem.
A Taika korszak újítása, miszerint elnevezték az időszakokat – nengó – elerőtlenedett mindaddig, míg Mommu vissza nem állította a császári jogokat Taihó megkezdésével 701-ben.
Ebben a kontextusban Brown és Isida fordításai a Gukansóról magyarázatot adnak Dzsitó császárnő uralkodásának éveiről, ami besározta az értelmét a könnyen érthető elő-Taiho időkeretnek:
„A korszakok, melyek ebbe az uralkodási korszakba esnek: (1) Sucsónak a hátralevő 7 éve [(686+7=692?)]; és (2) Taika, ami 4 évig tartott [695-698]. (Az első éve ennek a korszaknak a kinoto-hitsudzsi [695]).
… A harmadik évében a Taika korszaknak [697] Dzsitó császárnő átadta a trónt a Korona Hercegnek.

## Hitvesek és gyermekek
Császárnő: Yamato Hime no Ókimi (倭姫王), Furuhito-no-Oe herceg lánya (Jomei császár fia).
Hin: Szóga no Ocsi-no-iracume (蘇我遠智娘, d. c. 651), Szóga no Kura-no-yamada no Isikawa-no-maro lánya
Első lány: Óta hercegnő (大田皇女), összeházasodott Tenmu császárral
Második lány: Uno-no-szarara hercegnő (鸕野讃良皇女) később Dzsitó császárnő
Második fiú: Takeru herceg (建皇子, 651–658)
Hin: Szóga no Mei-no-iracume (蘇我姪娘), Szóga no Kura-no-yamada no Isikawa-no-maro lánya
Harmadik lány: Minabe hercegnő (御名部皇女), hozzáment Takecsi herceghez
Negyedik lány: Abe/Ahe hercegnő (阿閇皇女) később Genmei császárnő, hozzáment Kusakabe herceghez
Hin: Szóga no Hitacsi-no-iracume (蘇我常陸娘), Szóga no Akae lánya
Yamabe hercegnő (山辺皇女), hozzáment Ócu herceghez
Hin: Abe no Tacsibana-no-iracume (阿部橘娘, d. 681), Abe no Kurahahi-maro lánya
Aszuka hercegnő (明日香皇女), hozzáment Osakabe herceghez
Niitabe hercegnő (新田部皇女), hozzáment Tenmu császárhoz
Bírósági hölgy: Koshi-no-micsi no Iracume (越道伊羅都売)
Hetedik fiú: Siki herceg (施基皇子/志貴皇子, d. 716), apja Kōnin császárnak
Bírósági hölgy (Uneme): Yakako-no-iracume, egy alacsonyabb beosztású bírónő Iga-ról (伊賀采女宅子娘) (Iga no Uneme)
Első fiú: Ótomo herceg (大友皇子) később Kóbun császár
Abe herceg (阿閇皇子, b.648)
Aga hercegnő (阿雅皇女, 648-709)
Bírósági hölgy: Osinumi no Sikibuko-no-iracume (忍海色夫古娘), Osinumi Zokurju lánya
Harmadik fiú: Kavasima herceg (川島皇子, 657–691)
Óe hercegnő (大江皇女), hozzáment Tenmu császárhoz
Izumi hercegnő (泉皇女), Szajó Ise Srine-ben (701–706)
Bírósági hölgy: Kurikuma no Kurohime-no-iracume (栗隈黒媛娘), Kurikuma Tokuman lánya
Minusi hercegnő (水主皇女)

## Fordítás
- Ez a szócikk részben vagy egészben  a   Tenji című német Wikipédia-szócikk fordításán alapul.  Az eredeti cikk szerkesztőit annak laptörténete sorolja fel. Ez a jelzés csupán a megfogalmazás eredetét és a szerzői jogokat jelzi, nem szolgál a cikkben szereplő információk forrásmegjelöléseként.
- Ez a szócikk részben vagy egészben  az   Emperor Tenji című angol Wikipédia-szócikk fordításán alapul.  Az eredeti cikk szerkesztőit annak laptörténete sorolja fel. Ez a jelzés csupán a megfogalmazás eredetét és a szerzői jogokat jelzi, nem szolgál a cikkben szereplő információk forrásmegjelöléseként.